# Портсмът
Вижте пояснителната страница за други значения на Портсмът.
Портсмът (на английски: Portsmouth) е град в Южна Англия, единна администрация в церемониалното графство Хампшър. Разположен е в Хампшърския басейн. В миналото е важно военно пристанище на брега на протока Ла Манш. Населението му е около 190 000 души (2005).

## Спорт
Представителният футболен отбор на града е „ФК Портсмут“. Той е дългогодишен участник в английската Премиършип.

## Известни личности
Родени в Портсмът
- Изъмбард Кингдъм Брунел (1806 – 1859), инженер
- Чарлс Дикенс (1812 – 1870), писател
- Франсис Йейтс (1899 – 1981), историчка

Други личности, свързани с Портсмут
- Светослав Тодоров (р. 1978), български футболист, работи в града през 2002 – 2006